# Lákis
Lákis (akkádul URULakišu vagy URULakiša, héberül: לכיש [lkš]; óegyiptomiul Rkš [Rakes]; görögül: Λαχις; latinul: Lachis) a Hebron-hegy (arabul: جبل الخليل; héberül: הר חברון) és a filiszteus tengerpart közt fekvő település volt a bronzkorban, Jeruzsálemtől 44 km-re nyugatra.

## Fekvése
A júdeai hegyek között a Lakis-domb mintegy 40 méter magas kiemelkedés egy viszonylag sík területen. A domb oldalai meredekek, nehezen megközelíthetők. A városromok több mint 7 hektárnyi területet foglalnak el.

## Története
A település környékén már a neolit kerámikus korszakai is jelen vannak, i. e. 6500-5000 körül. A korai bronzkorban is bizonyosan lakott hely volt, majd a bronzkor közepén teljesen átépítették, elképzelhető, hogy egy átmeneti lakatlan kor után. Az i. e. 2. évezred első felében erődített város volt. Ezt a réteget i. e. 1500 körül tűzvész pusztította el.
A város első írásos említései az Amarna-levelekben találhatók. Ugyanerről a korról szól a későbbről származó Bibliában Józsué könyve, amelynek több szakasza említi is a várost (Józsué 10:3,5; 10:31,33; 12:11, 15:39), de szerepel a Királyok könyvében, a Krónikák könyvében, Nehemiás, Ézsaiás és Jeremiás könyveiben is. Ezen iratok szerint Lákist az izraeliták elpusztították, majd Júda törzse újra benépesítette.
A vaskori Lákis 6 méter magas falakkal körülvett erőd volt, bár falait nagyrészt kőalapokra helyezett vályogtégla alkotta, de a domb meredeksége miatt ez is erős védelemnek számított. A fellegvárt újabb fal övezte. A külső fal kapuja és a fellegvár között hat zsilipszerű helyiség nehezítette meg az ellenség bejutását. A várost i. e. 760 körül egy földrengés is pusztította. Ezután épült fel az az erőd, amelynek maradványai ma is láthatók. 76 × 37 méteres alapterületű építmény, a korból ez a legnagyobb ismert palota.
Roboám idejében Lákis már Jeruzsálem után a második legfontosabb várossá vált, híres volt erős erődítményéről, amelyet i. e. 701-ben ostrommal vett be Szín-ahhé-eríba. 
Az asszírok azonban mezopotámiai problémák miatt elhagyták Júdát, és Lákis Júda végnapjáig, II. Nabú-kudurri-uszur i. e. 586-os hadjáratáig megmaradt zsidó fennhatóság alatt.

## Lákis a Bibliában
Izrael történetének legnagyobb része kizárólag a Bibliából ismert. A történészek többsége általánosságban megbízható forrásnak tekinti történeti szempontból is, így a két királyság kialakulására, Izrael és Júdea egymás utáni megszűntére, az uralkodók személyére és sorrendjére, valamint a háborúkra vonatkozóan is. Lákis történetének egyik legfontosabb eseménye, az i. e. 701-es lerombolása nem szerepel a Bibliában, e hadjáratból csak Jeruzsálem – sikertelen – ostromáról van szó a Királyok könyvében. A Biblia állítása szerint Sancherib elhagyta Jeruzsálemet, és ezután Ninivében tartózkodott (2 Kir. 19:36). A Biblia beszámol róla, hogy későbbi hazatérte után meggyilkolták fiai. Más források alapján Szín-ahhé-eríba még legalább húsz évig élt, mikor ez megtörtént.
Ennek pontosan az ellenkezője az asszír nézőpont, Szín-ahhé-eríba a jeruzsálemi kudarcnak (mely más források alapján nem is volt annyira kudarc, hiszen hatalmas hadizsákmányt szerzett) kevés jelentőséget tulajdonít, míg Lákis elfoglalását és lerombolását óriási sikerként könyvelte el, gyakorlatilag a legfontosabb győzelmének tekintette, palotájának teljes falszakaszait díszítik a Lákis lerombolását ábrázoló domborművek.

## Jelentősége
Lákis egyike volt a számos erődítménynek, amelyek a Jeruzsálemhez vezető szűk utakat védelmezték. A hódító hadseregek a zsidó államokat sosem keletről támadták meg, a sivatag és a járhatatlan hegyvidékek felől, hanem a tengerparton közeledtek, és Júdea belsejét innen vették célba. A kevés számú hadi- és kereskedelmi útvonalak közül a Lákison áthaladó volt az egyik legfontosabb. A zsidó területeket megszállni szándékozó idegen hadseregnek először a kanyonszerű utat őrző Lákison kellett keresztültörnie magát.
Lákis azonban nemcsak Júdea belső védvonalának fontos erőssége volt, hanem a tengerparthoz közeli oliva-kereskedelem központja is. Oly mértékben uralta a piacot, hogy egyes történészek szerint Szín-ahhé-eríba nem is Jeruzsálem ellen vonult, hanem Ekron és Lákis ellen. Lákis i. e. 701-es lerombolása helyezte át a piacokat Jeruzsálembe és tette lehetővé a királyi székhely gazdasági fejlődését, amely ezután vált a monarchia kormányzó rétegének apró hegyi erődítményéből nagyvárossá.
Lákisban olyan szövegemlékek kerültek elő, amelyek a kor héber nyelvének és írásának fontos forrásai. Az osztrakon szövege szerint egy hadseregparancsnok útban Egyiptom felé megállt Lákisban, datálása Cidkija kilencedik éve, vagyis a Babilon elleni felkelés időpontja.

## Galéria

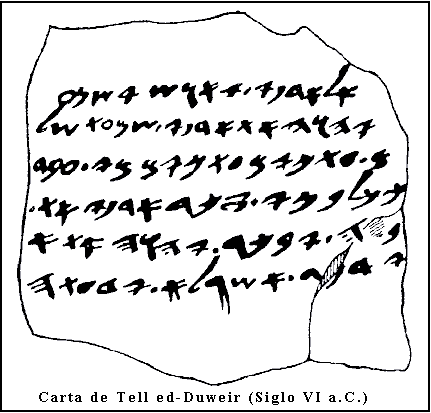
Lákisból előkerült osztrakon i. e. 600 körüli időből
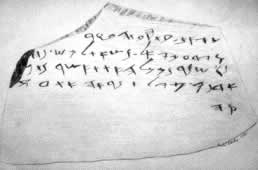
Lákisi levél
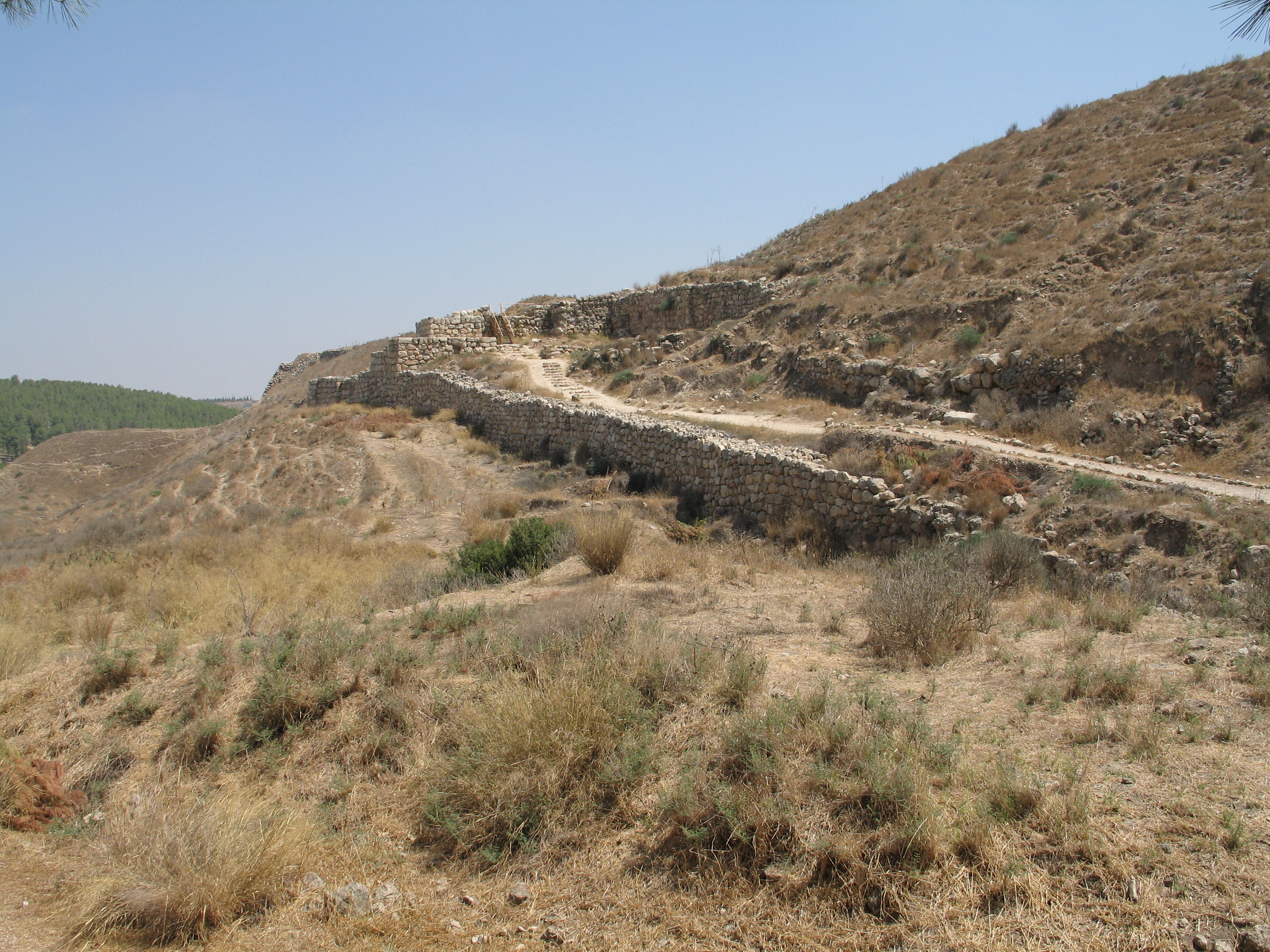
A vár egykori kapuja
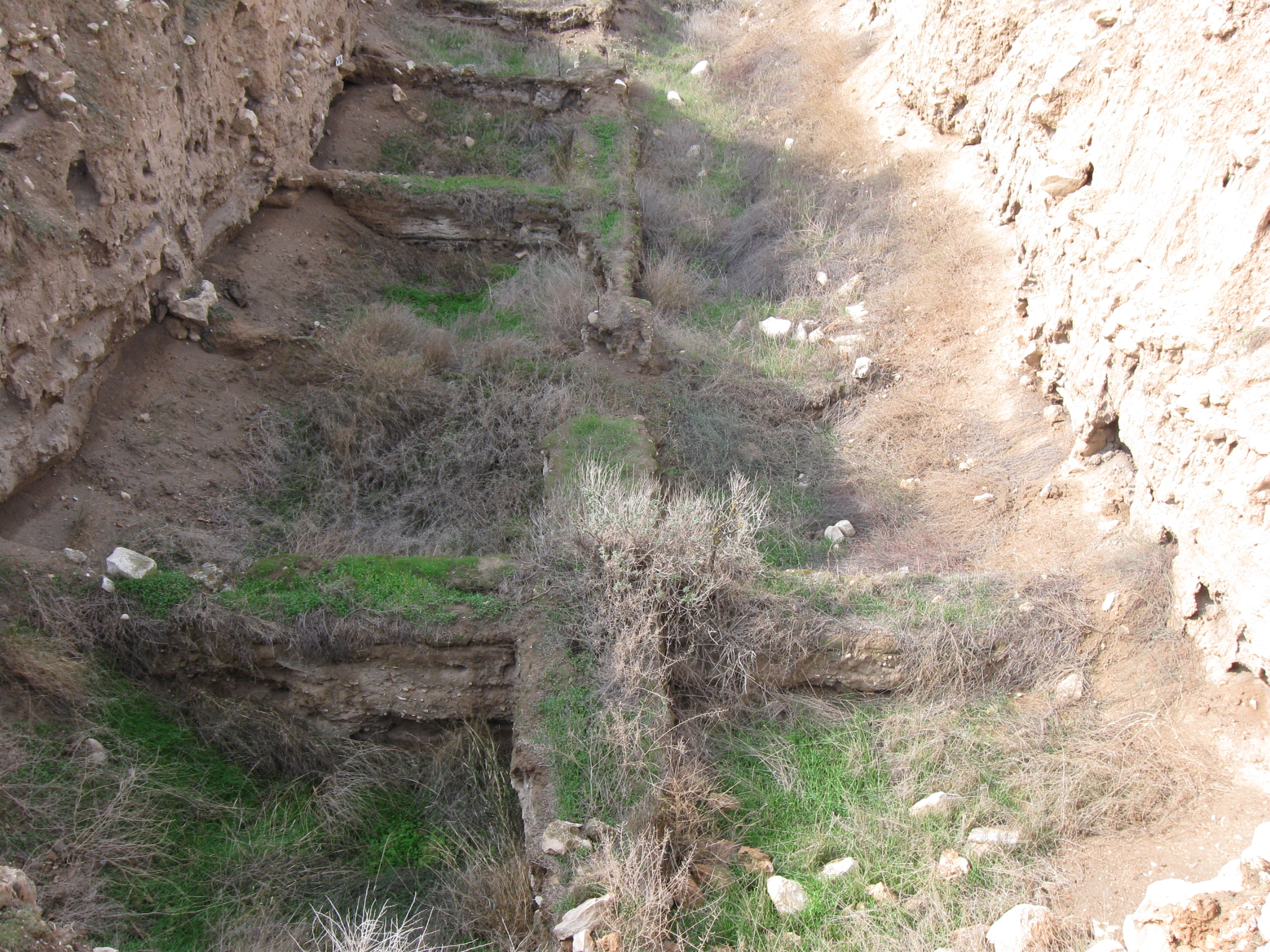
Belülről
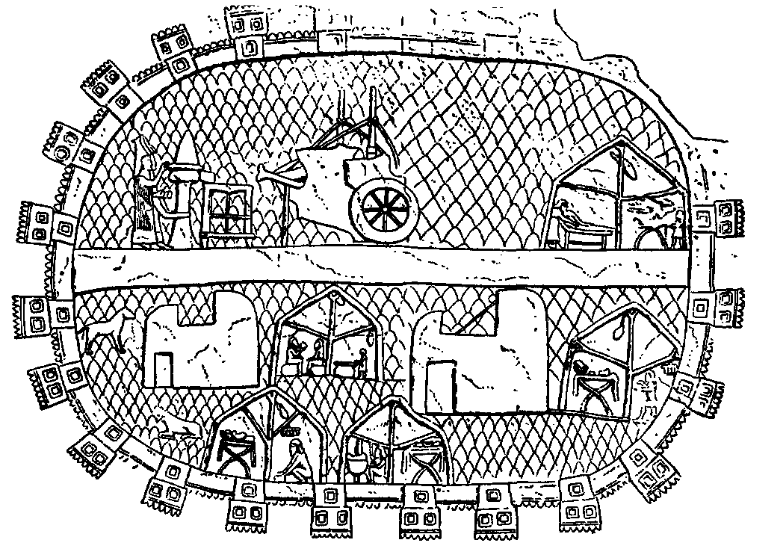
Asszír rajz a várról
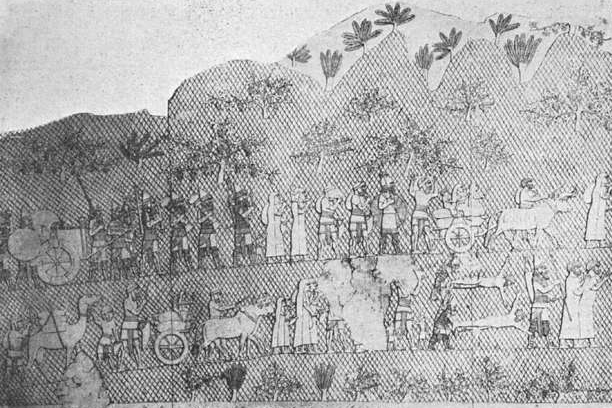
Lákis ostromára vonuló asszír sereg
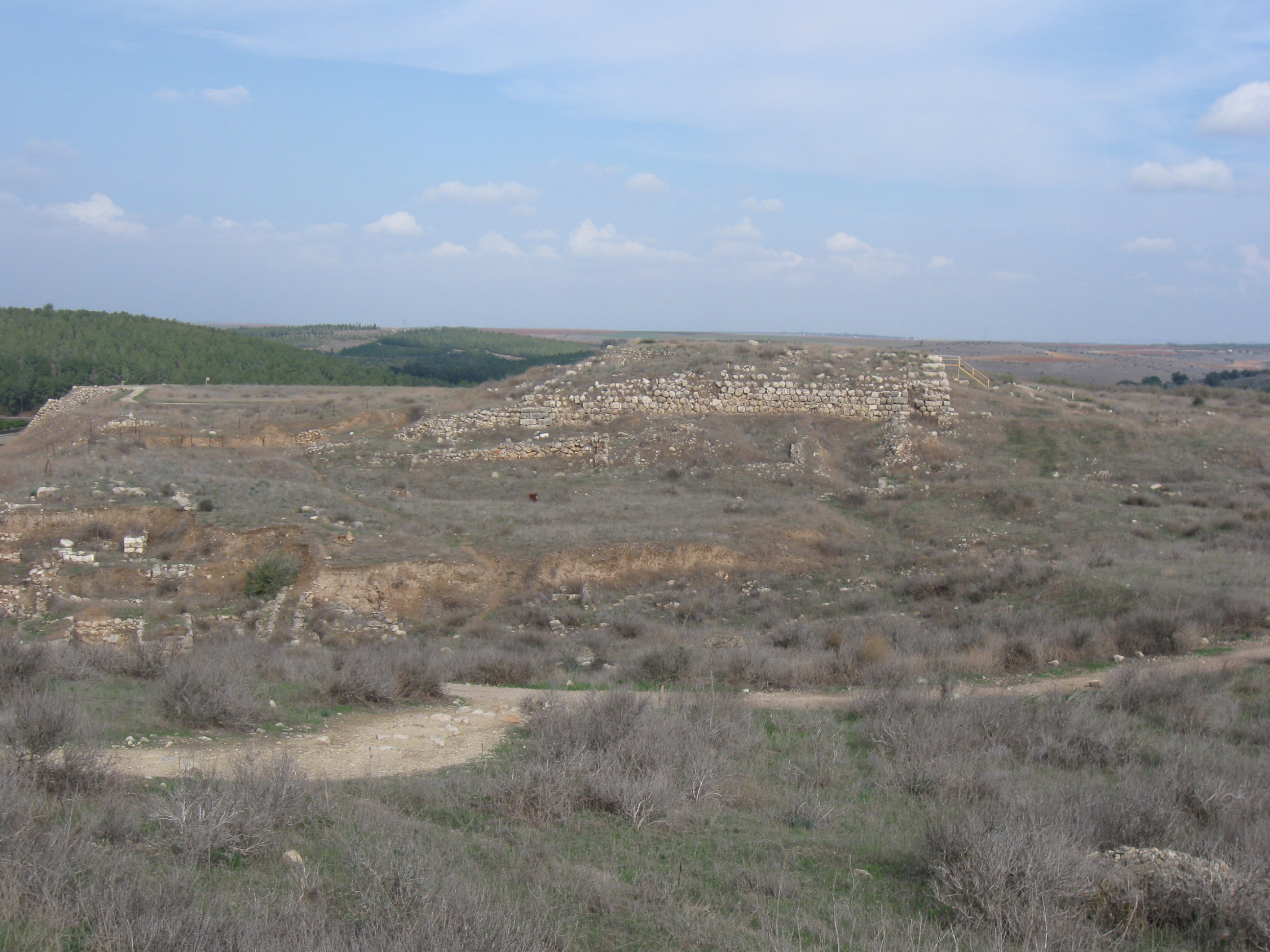
A vár ma
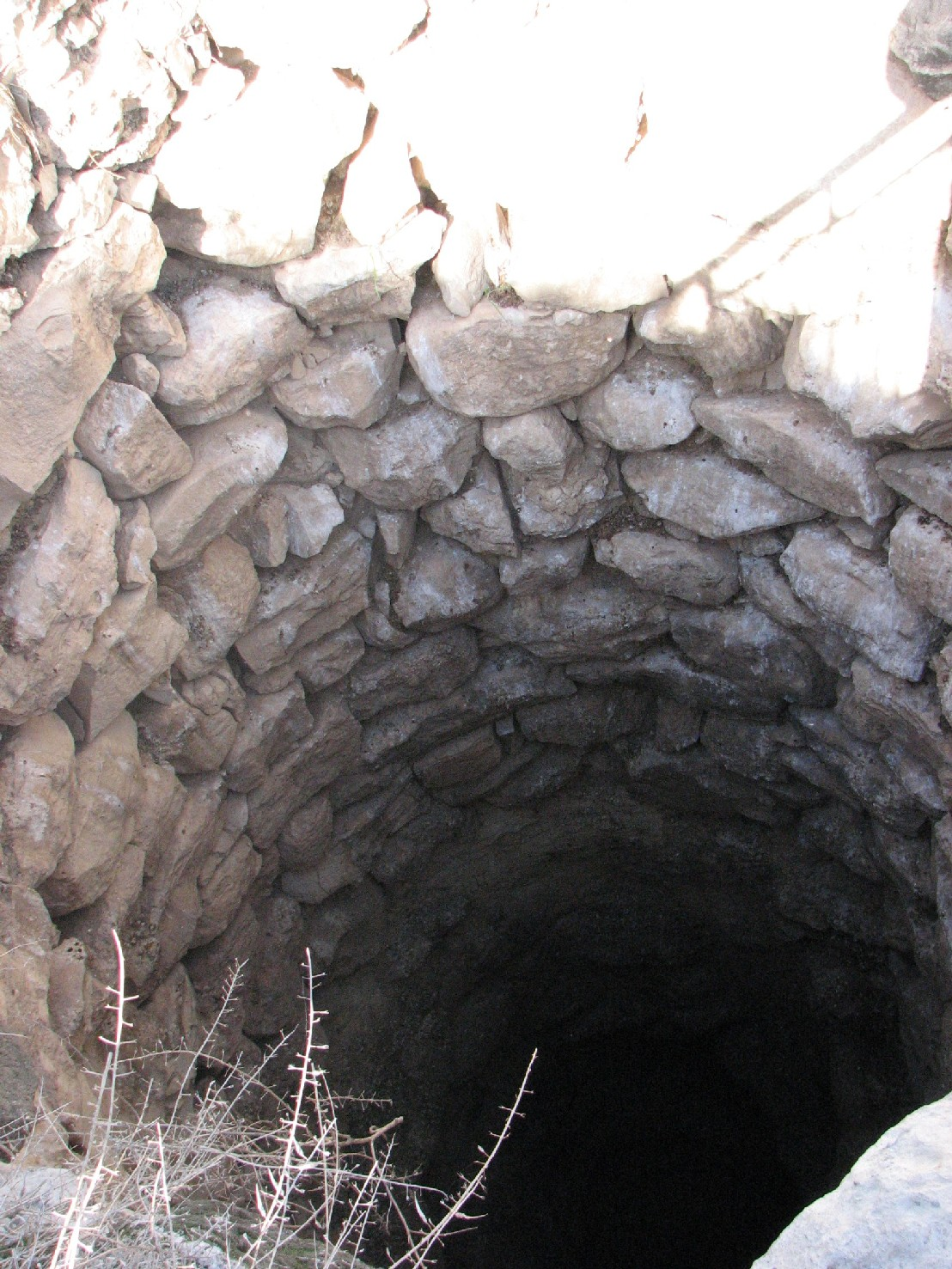
Kút a várban, amely 44 méter mély
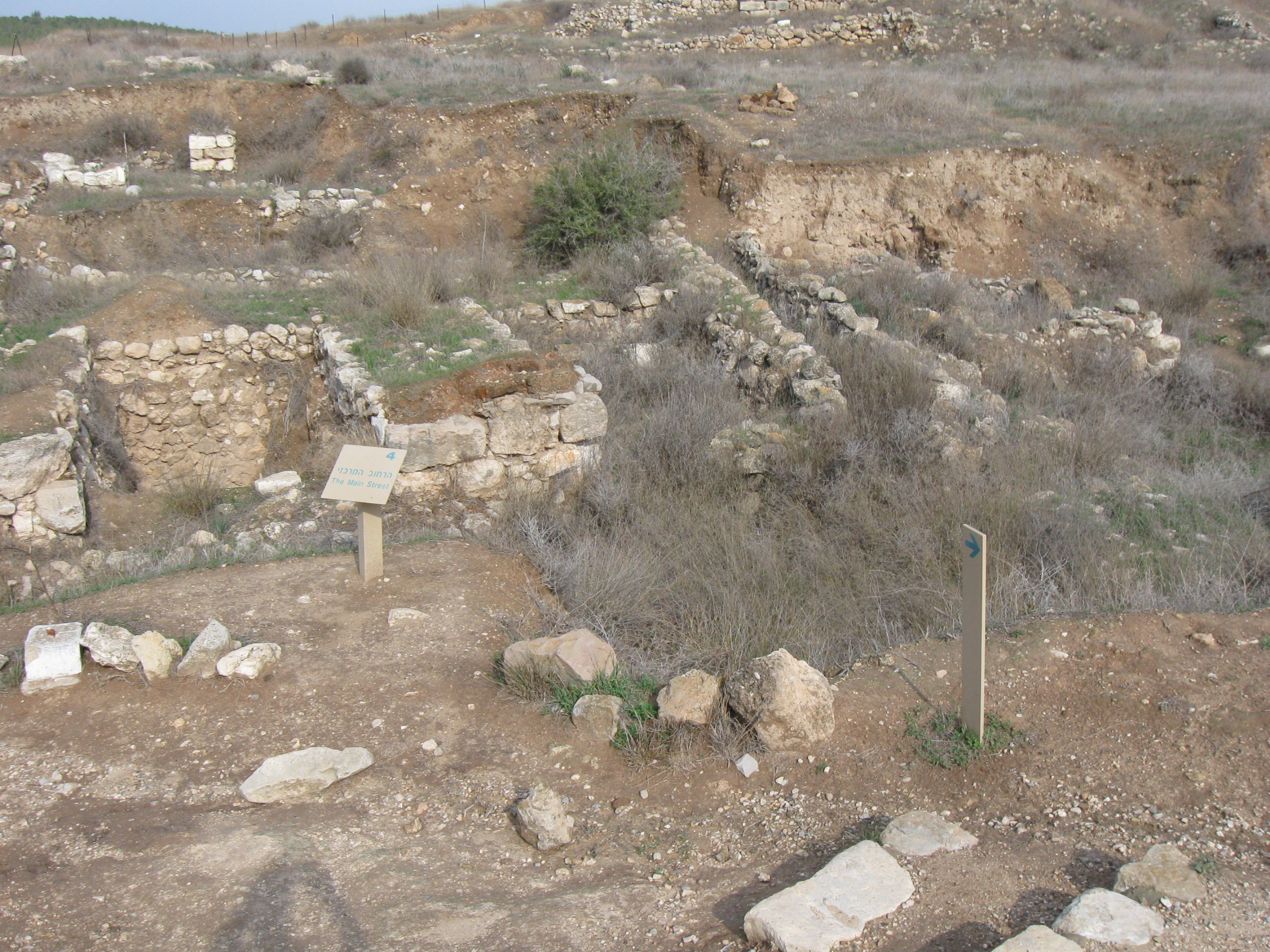
Lákis falai
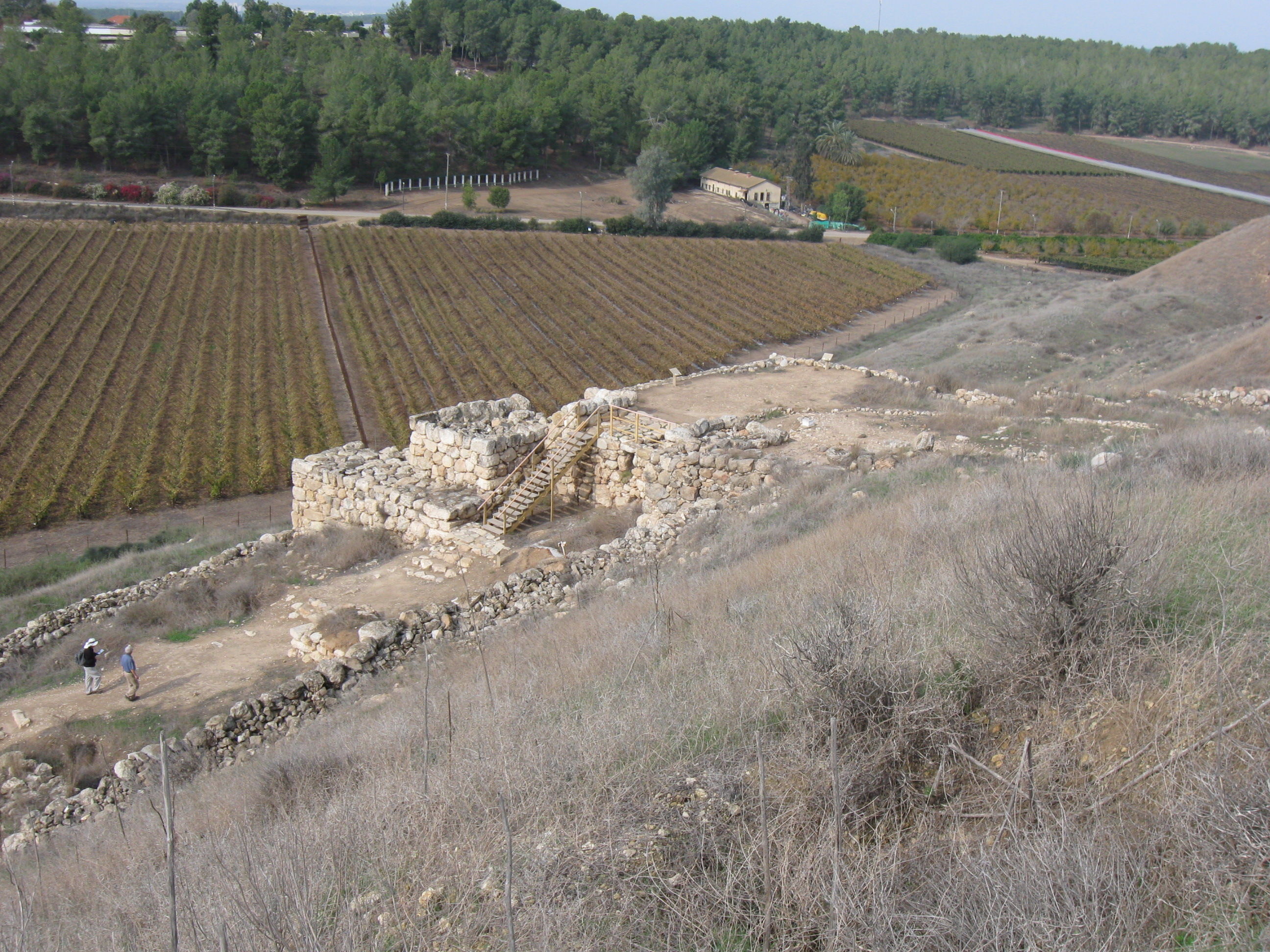
Az egyik bástya